# Lophospermum physalodes
Lophospermum physalodes är en grobladsväxtart som beskrevs av D. Don.. Lophospermum physalodes ingår i släktet Lophospermum och familjen grobladsväxter. Inga underarter finns listade i Catalogue of Life.